# Pesa (Indonesië)
Pesa is een bestuurslaag in het regentschap Bima van de provincie West-Nusa Tenggara, Indonesië. Pesa telt 1743 inwoners (volkstelling 2010).